# ایلیانا داگلاس
ایلیانا داگلاس (انگلیسی: Illeana Douglas؛ زادهٔ ۲۵ ژوئیهٔ ۱۹۶۵) هنرپیشه و کارگردان اهل ایالات متحده آمریکا است. وی از سال ۱۹۸۷ میلادی تاکنون مشغول فعالیت بوده‌است.
از فیلم‌هایی که وی در آن نقش داشته‌است می‌توان به دنیای روح، تنگه وحشت، بلا مافیا، تصویر کامل، پیامی در بطری، پسر جدید، بهترین چیز بعدی، به خاطرش مردن،خط صورتی نازک، جستجو و نابود کردن، رحمت قلب من، بلوز زنگ عروسی، هکس، دیر شکوفا، مقدسین خانواده و اونجوری بامزه است اشاره کرد.